# Begonia maculata
Begonia maculata es una especie de planta perenne perteneciente a la familia Begoniaceae. Es originaria de Sudamérica.

## Distribución
Es un endemismo de Brasil, donde se encuentra en la Mata Atlántica distribuidas por Espírito Santo, São Paulo y Río de Janeiro.

## Taxonomía
Begonia maculata fue descrita por Giuseppe Raddi y publicado en Memoria di Matematica e di Fisica della Società Italiana del Scienze Residente in Modena, Parte contenente le Memorie di Fisica 18: 406–407. 1820.
Etimología
Begonia: nombre genérico, acuñado por Charles Plumier, un referente francés en botánica, honra a Michel Bégon, un gobernador de la excolonia francesa de Haití, y fue adoptado por Linneo.
maculata: epíteto latino que significa "con mácula", o "punteado".
Sinonimia
- - Gaerdtia maculata (Raddi) Klotzsch, Ber. Bekanntm. Verh. Königl. Preuss. Akad. Wiss. Berlín 1854: 123. 1854.
  - Begonia aculeata Walp., Nov. Actorum Acad. Caes. Leop.-Carol. Nat. Cur. 19(Suppl. 1): 409. 1843.
  - Begonia argyrostigma Fisch. ex Link & Otto, Icon. Pl. Select.: 23. 1821.
  - Begonia corallina Carrière, Rev. Hort. 47: 89. 1875.
  - Begonia dichroa Sprague, Bull. Misc. Inform. Kew 1908: 251. 1908.
  - Begonia maculata f. argentea (Klotzsch) Voss, Vilm. Blumengärtn. ed. 3, 1: 358. 1894.
  - Begonia maculata var. argentea (Klotzsch) A.DC. in C.F.P.von Martius & auct. suc. (eds.), Fl. Bras. 4(1): 354. 1861.
  - Begonia maculata var. elegantissima Fotsch, Begonien: 93. 1933.
  - Begonia maculata var. wightii Fotsch, Begonien: 93. 1933.
  - Begonia punctata Steud., Nomencl. Bot., ed. 2, 1: 194. 1840, nom. inval.
  - Gaerdtia argentea Klotzsch, Ber. Bekanntm. Verh. Königl. Preuss. Akad. Wiss. Berlín 1854: 123. 1854.[4]

Híbrido
- Begonia × verschaffeltii Regel